# Thế giới lạ lùng
Thế giới lạ lùng (tựa tiếng Anh: Strange World) là một bộ phim hoạt hình khoa học viễn tưởng, hành động, phiêu lưu của Hoa Kỳ do Walt Disney Animation Studios sản xuất và phân phối bởi Walt Disney Studios Motion. Đây là bộ phim hoạt hình thứ 61 mà hãng sản xuất do Don Hall làm đạo diễn, Qui Nguyen viết kịch bản và đồng đạo diễn, Roy Conli sản xuất. Bộ phim có sự tham gia của các diễn viên lồng tiếng như Jake Gyllenhaal, Dennis Quaid, Jaboukie Young-White, Gabrielle Union và Lucy Liu.
Bộ phim đã được biết đến nhiều hơn vì đã giới thiệu nhân vật chính thuộc cộng đồng LGBTQ đầu tiên của Walt Disney Animation Studios.

## Sơ lược
Strange World kể về chuyến phiêu lưu "vượt không gian và thời gian" của gia đình Clades, một gia đình tập hợp toàn những huyền thoại trong làng phiêu lưu khám phá trong chuyến đi khó nhằn nhất của họ. Chuyến đi là cuộc hành trình đến một vùng đất kỳ lạ đầy rẫy những điều bí hiểm cùng những sinh vật chưa bao giờ xuất hiện. Đây cũng có thể sẽ là chuyến hành trình mang tới nhiều điều kỳ lạ nhất của Disney tới khản giả. Nhưng dường như thế giới kì bí ấy có thể còn dễ đương đầu hơn cả những khác biệt và xung đột trong chính gia đình này.

## Diễn viên
- Jake Gyllenhaal vào vai Searcher Clade, một nông dân, con trai của Jaeger, chồng của Meridian và cha của Ethan.[8]
- Dennis Quaid vào vai Jaeger Clade, cha của Searcher và là ông của Ethan.[9]
- Jaboukie Young-White vào vai Ethan Clade, đứa con trai đồng tính 16 tuổi của Searcher khao khát được phiêu lưu bên ngoài trang trại của cha mình đồng thời tìm kiếm mối tình ở trường.[9]
- Gabrielle Union vào vai Meridian Clade, một phi công và thủ lĩnh từ khi còn bé, mẹ của Ethan và vợ của Searcher.[9]
- Lucy Liu vào vai Callisto Mal, chủ của vùng đất Avalonia và là người đứng đầu cuộc thám hiểm vào thế giới lạ lùng.[9][10]
- Karan Soni[11]
- Alan Tudyk[11]
- Adelina Anthony[11]
- Abraham Benrubi[11]
- Jonathan Melo vào vai Diazo, mối tình của Ethan[11]

## Sản xuất

### Phát triển
Vào tháng 12 năm 2021, Thế giới lạ lùng đã được Walt Disney Animation Studios thông tin liên quan về vai trò của Don Hall là đạo diễn, Qui Nguyen đồng đạo diễn và viết kịch bản. Trong khi đó, Roy Conli chịu trách nhiệm sản xuất. Hall chia sẻ "[anh ấy] thích đọc những số báo cũ, tạp chí rẻ tiền khi lớn lên. Đó là những cuộc đại phiêu lưu với một nhóm thám hiểm có thể khám phá ra một thế giới bí ẩn hoặc những sinh vật cổ đại. Chúng chính là nguồn cảm hứng to lớn cho Thế giới lạ lùng." Các nhà làm phim xác nhận cũng bị ảnh hưởng bởi Hành trình vào tâm Trái đất và King Kong.

### Thiết kế và ảnh hưởng
Vùng đất Avalonia được thiết kế bởi một bảng màu cam và trắng để tương phản với thế giới lạ lùng theo đúng nghĩa, mà các nhà làm phim đã chọn màu đỏ và đỏ tươi. Họ đã tạo ra cách để nhân vật Splat giao tiếp không lời, giống như tấm thảm thần trong Aladdin.

### Casting
Vào ngày 8 tháng 6 năm 2022, sau khi phát hành đoạn giới thiệu đầu tiên, Jake Gyllenhaal đã được công bố là diễn viên lồng tiếng của Searcher Clade. 9 ngày sau, dàn diễn viên chính còn lại của bộ phim được công bố tại Liên hoan phim hoạt hình Annecy của Pháp, bao gồm Jaboukie Young-White vào vai Ethan Clade, Gabrielle Union vào vai Meridian Clade, Lucy Liu vào vai Callisto Mal, và Dennis Quaid vào vai Jaeger Clade.

## Âm nhạc
Ngày 5 tháng 9 năm 2022, đã có thông báo rằng Henry Jackman, nhà soạn nhạc của Biệt đội Big Hero 6 và Ráp-phờ đập phá, sẽ chính là người soạn nhạc nền cho Thế giới lạ lùng, đánh dấu lần hợp tác thứ ba cùng với Don Hall, sau tác phẩm Winnie the Pooh và Biệt đội Big Hero 6, và là lần hợp tác có tổng thể thời lượng nhạc dài thứ năm của anh với Walt Disney Animation Studios. Nhạc phim được Walt Disney Records phát hành vào ngày 23 tháng 11 năm 2022, cùng ngày với ngày ra rạp.
Danh sách Track
Tất cả nhạc phẩm được soạn bởi Henry Jackman, ngoại trừ tác phẩm được đánh dấu.
| STT              | Nhan đề | Thời lượng |
| ---------------- | --- | ---------- |
| 1.               | "They're The Clades!" (viết bởi Jackman (âm nhạc) và Kevin Del Aguila (lời), trình bày bởi James Hayden)           | 1:05       |
| 2.               | "A Conflict of Visions"                                                                                            | 3:48       |
| 3.               | "Avalonia Part I"                                                                                                  | 1:37       |
| 4.               | "Avalonia Part II"                                                                                                 | 1:07       |
| 5.               | "Searcher's Quest"                                                                                                 | 2:27       |
| 6.               | "The Descent" | 3:43       |
| 7.               | "Abundance of Life"                                                                                                | 0:56       |
| 8.               | "Crazy Creatures"                                                                                                  | 1:19       |
| 9.               | "Callisto" | 1:12       |
| 10.              | "The Misadventures of Ethan Clade"                                                                                 | 2:54       |
| 11.              | "The Tale of Jaeger Clade"                                                                                         | 2:59       |
| 12.              | "Flesh and Blood (1:26"                                                                                            | 1:26       |
| 13.              | "Friend or Foe?"                                                                                                   | 1:31       |
| 14.              | "Attack of the Reapers"                                                                                            | 3:28       |
| 15.              | "Voyage to the Heart"                                                                                              | 2:08       |
| 16.              | "Skin in the Game"                                                                                                 | 2:06       |
| 17.              | "Flight of the Poot Pickles"                                                                                       | 1:27       |
| 18.              | "Winning Ways" | 1:45       |
| 19.              | "Like Father, Like Son"                                                                                            | 1:25       |
| 20.              | "In My Element" | 1:27       |
| 21.              | "The Heart of Pando"                                                                                               | 3:24       |
| 22.              | "An Eye-Opener" | 2:55       |
| 23.              | "Change of Plan"                                                                                                   | 1:55       |
| 24.              | "A Great Effort"                                                                                                   | 3:11       |
| 25.              | "The Fate of Strange World"                                                                                        | 2:16       |
| 26.              | "Resurrection" | 2:34       |
| 27.              | "Farewell to Arms"                                                                                                 | 1:38       |
| 28.              | "A New Perspective"                                                                                                | 2:15       |
| 29.              | "End Credit Suite"                                                                                                 | 2:30       |
| 30.              | "Strange World Overture"                                                                                           | 3:45       |
| 31.              | "They're The Clades! (Reprise)" (viết bởi Jackman (âm nhạc) và Kevin Del Aguila (lời), trình bày bởi James Hayden) | 1:19       |
| Tổng thời lượng: | Tổng thời lượng:                                                                                                   | 67:00      |

## Quảng bá
Thông tin đầu tiên của bộ phim được phát hành vào ngày 9 tháng 12 năm 2021. Max Evry của /Film cho biết hình ảnh "[trông] rất giống với Avatar, hoặc ít nhất là phần Pandora trong Vương quốc Động vật của Disney World." Đoạn trailer nhá hàng đầu tiên được giới thiệu vào ngày 6 tháng 6 năm 2022. Petrana Radulovic nói với Polygon cảm thấy đây là "sự tôn kính đối với các bộ phim khoa học viễn tưởng cổ điển" và tương tự như Raya và rồng thần cuối cùng, nó "chắc chắn có vẻ nghiêng về hành động hơn so với phim điển hình của Disney về âm nhạc". Đoạn trailer mới đã được phát hành vào ngày 21 tháng 9 năm 2022, sau đó vài ngày là video phản ứng của các diễn viên và đoạn giới thiệu "hình ảnh đặc biệt" trailer được công bố vào ngày 19 tháng 10 năm 2022. Hai phim truyện ngắn "Chào mừng đến với Thế giới lạ lùng" và "100 năm của các nhân vật tuyệt vời", giới thiệu hai nhân vật là Splat và Legend, lần lượt được phát hành vào ngày 3 tháng 11 năm 2022 và ngày 8 tháng 11 năm 2022.

## Phát hành

### Tại Hoa Kỳ
Thế giới lạ lùng được công chiếu lần đầu tại rạp El Capitan ở Hollywood vào ngày 15 tháng 11 năm 2022. Sau buổi ra mắt thế giới, phim sẽ được phát hành tại các rạp ở Hoa Kỳ vào ngày 23 tháng 11 năm 2022.
Do Disney phản đối các quy định của địa phương về thời lượng chiếu rạp, vào ngày 8 tháng 6 năm 2022, công ty đã thông báo rằng Strange World sẽ không chiếu rạp ở Pháp và thay vào đó sẽ chuyển thẳng sang Disney+ trong khu vực sau khi phim đã chiếu rạp ở các khu vực khác.
Đây là bộ phim đầu tiên có logo kỷ niệm 100 năm Walt Disney Pictures kỷ niệm 100 năm thành lập công ty vào năm 2023, do Disney và Industrial Light & Magic tạo ra. Christophe Beck đã sáng tác một bản cải biên mới của "Khi bạn ước có một vì sao".

### Từ chối phát hành tại 20 thị trường
Hãng Disney đã tự nguyện thông qua hơn 20 thị trường không gửi phim khi mà ở những thị trường này nội dung liên quan đến LGBTQ+ có thể sẽ phải bị cắn xén và chỉnh sửa bắt buộc bao gồm tất cả các quốc gia Trung Đông, Trung Quốc, Malaysia, Indonesia, Pakistan, Thổ Nhĩ Kỳ, Việt Nam, Đông Phi (Tanzania, Uganda, Kenya), Tây Phi (Nigeria, Ghana), Maldives, Nepal và Banglades. Ngoài ra, Nga cũng không khởi chiếu do bối cảnh liên quan đến vấn đề chính trị.

## Phản ứng

### Phòng vé
Tại Hoa Kỳ và Canada, Thế giới lạ lùng sẽ được phát hành cùng với Bones and All, Glass Onion: A Knives Out Mystery, Devotion và bản rộng rãi của The Fabelmans. Bộ phim được dự đoán sẽ thu về 30–40 triệu USD từ 4.000 rạp trong năm ngày công chiếu.